# Lycoperdon excipuliforme
Lycoperdon excipuliforme (Scop.) Pers., 1801 è una specie di fungo della famiglia Agaricaceae.
Questo fungo si riconosce facilmente da altre specie della famiglia delle agaricacee per la strana forma, con il gambo molto allungato.

## Etimologia
Dal latino excipulus = vaso e forme = forma, a forma di vaso.

## Descrizione della specie

### Corpo fruttifero
Corpo fruttifero di 8–30 cm di altezza, a forma di pestello da mortaio; costituito da una testa rotondeggiante e un gambo grosso e lungo, leggermente rugoso; color bianco o giallo ocra, poi brunastro; la superficie superiore è coperta da granulazioni o piccoli aculei concolori, che presto cadono lasciando libero un fondo giallo da cui, per lacerazione della parte interna, fuoriescono le spore.

### Carne
Carne prima bianca poi verdastra e bruno-porporina a maturità; base sterile, spugnosa, brunastra.
Odore e sapore: gradevoli.

### Caratteri microscopici
Spore
Oliva-brune o brunastre in massa; sferiche e nettamente verrucose.

### Habitat
Fruttifica dalla tarda estate fino a tutto l'autunno, nei terreni incolti, brughiere, pascoli e boschi, isolati o a gruppi.

## Commestibilità
Ottima purché consumato quando la carne è bianca. Offre la massima resa tagliato a fette e impanato.

## Tassonomia

### Sinonimi e binomi obsoleti
- Lycoperdon polymorphum var. excipuliforme Scop., Fl. carniol., Edn 2 (Wien) 2: 488 (1772)
- Lycoperdon bovista var. excipuliforme (Scop.) Lightf., Fl. Scot. 2: 1067 (1777)
- Lycoperdon proteus var. excipuliforme (Scop.) Bull., Hist. Champ. Fr. (Paris) 1: 149, tab. 450:2, 475:F-I (1791)
- Lycoperdon excipuliforme (Scop.) Pers., Syn. meth. fung. (Göttingen) 1: 143 (1801) f. excipuliforme
- Lycoperdon excipuliforme (Scop.) Pers., Syn. meth. fung. (Göttingen) 1: 143 (1801) var. excipuliforme
- Lycoperdon gemmatum var. excipuliforme (Scop.) Fr., Anteckn. Sver. Ätl. Svamp.: tab. 73, fig. 1 (1836)
- Lycoperdon pyriforme var. excipuliforme (Scop.) Desm., Pl. Crypt. Nord France, Edn 1: no. 1152 (1843)
- Utraria excipuliformis (Scop.) Quél., Enchir. fung. (Paris): 241 (1886)
- Utraria excipuliformis (Scop.) Quél., Enchir. fung. (Paris): 241 (1886) var. excipuliformis
- Calvatia excipuliformis (Scop.) Perdeck, Blumea 6: 490 (1950)
- Calvatia excipuliformis (Scop.) Perdeck, Blumea 6: 490 (1950) var. excipuliformis
- Calvatia excipuliformis (Scop.) Perdeck, Blumea 6: 490 (1950) f. excipuliformis
- Handkea excipuliformis (Scop.) Kreisel, Nova Hedwigia 48(3-4): 283 (1989)
- Lycoperdon saccatum f. boletiformis Hazsl.
- Calvatia excipuliformis var. boletiformis (Hazsl.) F. Šmarda, Fl. ČSR, B-1, Gasteromycetes: 294 (1958)
- Calvatia saccata var. apiocarpa Hazsl.
- Lycoperdon saccatum var. apiocarpum (Hazsl.) Sacc. & Traverso, Syll. fung. (Abellini) 21: 484 (1912)
- Calvatia excipuliformis var. apiocarpa (Hazsl.) F. Šmarda, Flora CSR, B-1, Gasteromycetes: 295 (1958)
- Calvatia saccata var. pseudoflavescens Hollós
- Calvatia excipuliformis var. pseudoflavescens (Hollós) F. Šmarda, Fl. ČSR, B-1, Gasteromycetes: 294 (1958)
- Calvatia saccata var. capitata Hollós
- Calvatia excipuliformis f. capitata (Hollós) Kreisel, (1962)
- Calvatia saccata var. brevipes Hollós
- Calvatia excipuliformis var. brevipes (Hollós) F. Šmarda, Fl. ČSR, B-1, Gasteromycetes: 295 (1958)
- Calvatia excipuliformis f. brevipes (Hollós) Kreisel, (1962)
- Lycoperdon cervinum sensu Bolton [Hist. Fung. Halifax 2, pl. 116 (1789)] p.p.; fide Checklist of Basidiomycota of Great Britain and Ireland (2005)
- Lycoperdon boletiforme Batsch, Elench. fung. (Halle): 149 (1783)
- Lycoperdon saccatum Vahl, Fl. Danic. 7: tab. 1139 (1794)
- Utraria saccata (Vahl) Quél., Compt. Rend. Assoc. Franç. Avancem. Sci. 22(2): 485 (1894)
- Utraria saccata (Vahl) Quél., Compt. Rend. Assoc. Franç. Avancem. Sci. 22(2): 485 (1894) var. saccata
- Calvatia saccata (Vahl) Morgan, Gasterom. Ung.: 89 (1904) var. saccata
- Calvatia saccata (Vahl) Morgan, Gasterom. Ung.: 89 (1904) f. saccata
- Calvatia saccata (Vahl) Morgan, Gasterom. Ung.: 89 (1904)
- Lycoperdon saccatum Vahl, Fl. Danic. 7: tab. 1139 (1794) f. saccatum
- Lycoperdon saccatum Vahl, Fl. Danic. 7: tab. 1139 (1794) var. saccatum
- Lycoperdon excipuliforme var. autumnale Alb. & Schwein., Consp. fung. (Leipzig): 80 (1805)
- Lycoperdon pistilliforme Bonord., Bot. Ztg. 15: 613 (1857)
- Calvatia saccata var. pistilliforme (Bonord.) Hollós, (1904)
- Calvatia excipuliformis var. pistilliformis (Bonord.) F. Šmarda, Fl. ČSR, B-1, Gasteromycetes: 292 (1958)
- Calvatia excipuliformis f. pistilliformis (Bonord.) Kreisel, (1962)
- Lycoperdon excipuliforme f. flavescens Quél., Mém. Soc. Émul. Montbéliard, Sér. 2 5: 368 (1873)
- Lycoperdon excipuliforme var. flavescens (Quél.) Rea, Brit. basidiomyc. (Cambridge): 31 (1922)
- Utraria excipuliformis var. flavescens Quél., Mém. Soc. Émul. Montbéliard, Sér. 2 5: 368 (1873)
- Lycoperdon gemmatum var. platense Speg., Anal. Mus. nac. Hist. nat. B. Aires 12: 254 (1881)
- Lycoperdon excipuliforme var. platense (Speg.) Speg., Syll. fung. (Abellini) 7: 108 (1888)
- Lycoperdon elatum Massee, J. Roy. Microscop. Soc.: 710 (1887)
- Calvatia excipuliformis f. elata (Massee) Kreisel, Reprium nov. Spec. Regni veg. 64: 172 (1962)
- Lycoperdon saccatum var. brevipes Hollós, (1904)
- Lycoperdon saccatum var. capitatum Hollós, (1904)
- Lycoperdon saccatum var. pseudoflavescens Hollós, (1904)
- Calvatia saccata var. alpina Th. Fr., Bergens Mus. Årbok, Naturv. raekke (1920)
- Calvatia excipuliformis var. alpina (Th. Fr.) F. Šmarda, Fl. ČSR, B-1, Gasteromycetes: 296 (1958)
- Calvatia excipuliformis var. obclaviformis Zerova, (1963)[2]

### Specie simili
- Ovoli di Amanite, anche mortali.